# Псевдоскаляр
Псевдоскаляр — математичний об'єкт, аналогічний скаляру, але з тією відмінністю, що при заміні напрямку координатних осей на протилежні, він також міняє знак на протилежний.
Прикладом псевдоскаляра може бути змішаний добуток трьох векторів, який виражає, наприклад, об'єм паралелепіпеда:
{\displaystyle V=(\mathbf {a} ,\mathbf {b} ,\mathbf {c} )=(\mathbf {a} \cdot [\mathbf {b} \times \mathbf {c} ])}
В фізиці прикладом псевдоскаляра є магнітний потік.